# Huismerk (heraldiek)

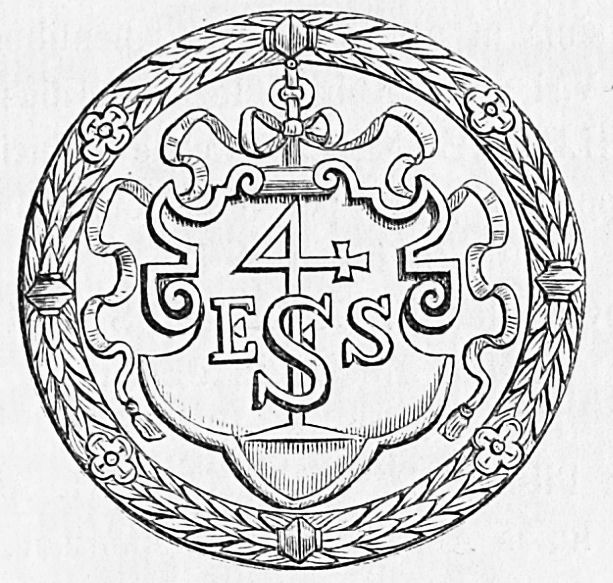
17e-eeuws huismerk van Everaerd Stevens

Een huismerk is de benaming voor wat we tegenwoordig als (hand)merk beschouwen: een eenvoudig gelijnd teken waarmee een persoon en/of zijn bezit worden aangeduid, en ook in de heraldiek als wapenstuk voorkomt.

## Vergelijking met andere markeringen
De mens heeft altijd behoefte gehad aan een persoonlijk symbool. Daarmee kon een bezit worden aangeduid en het symbool kon worden gebruikt om een akte te authenticeren. Huismerken zijn daarom verwant aan de handmerken, pottenbakkersmerken, trotseerloodjes van loodgieters, steenhouwers- en metselaarstekens, handelsmerken en meestertekens. Al deze tekens zijn persoonlijke, gemakkelijk aan te brengen en snel te herkennen persoonlijke symbolen.
De overeenkomst in vorm met de oud-Germaanse runen is treffend maar er is geen historische verbinding aan te tonen; stilistisch zijn de huismerken ook verwant aan het spijkerschrift maar de overeenkomst berust in beide gevallen waarschijnlijk op de noodzaak om gemakkelijk in te krassen of aan te brengen vormen te gebruiken. 

### Vergelijking met heraldiek
Handmerken komen als wapenstuk voor in familiewapens. In sommige gevallen zijn de handmerken op deze manier uitgegroeid tot herkenningsteken van een familie.

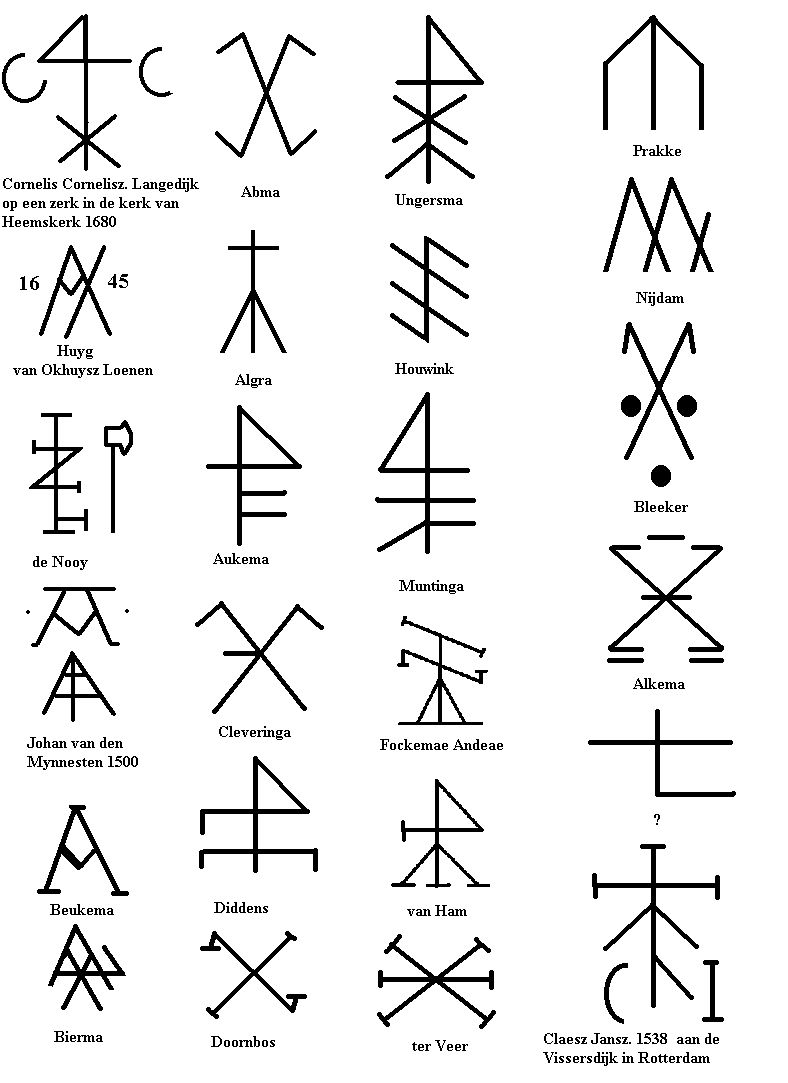
huismerken

## Gebruik van handmerken
De handmerken konden worden gebruikt om een geschreven stuk zoals een notariële akte te ondertekenen. Zo ontstond een aan de huismerken verwant handmerk. 
In de vorm van de huismerken valt op dat de vorm van een 4 veel voorkomt.  Een verklaring is dat deze vormen zouden zijn ontstaan uit het vroeg christelijke Chi-Ro teken. 
Verder zijn andreaskruisen en cirkels veel voorkomende vormen binnen het handmerk.
De handmerken dienden ook als identificatie van een boerderij. Dat kon omdat deze generaties lang in dezelfde familie vererfde. Er zijn graven in Overijssel bekend die van een huismerk werden voorzien en bij een hoeve hoorden. Wie de boerderij overnam verkreeg ook het grafrecht. Ook in de steden zijn de zerken in de kerken vaak van huismerken van de burgerlijke geslachten voorzien.

## Andere markeersystemen
In Japan zijn de "Mon" de typische Japanse vorm van het huismerk. Er is geen relatie met de Europese traditie.